# 亞圓麗花介
亞圓麗花介（学名：Pistocythereis subovata）为粗面介科麗花介屬下的一个种。